# (5729) 1988 TA1
1988 تي أي 1 (ويعرف أيضًا باسم (5729) 1988 تي أي 1 وفق تسمية الكوكب الصغير) (بالإنجليزية: 1988 TA1)‏ هو كويكب ضمن حزام الكويكبات؛ وترتيبه 5729 من حيث الاكتشاف.
اكتُشف هذا الجُرم الفلكي بواسطة هيروشي كانيدا في 13 أكتوبر 1988.

## وصلات خارجية
- (5729) 1988 TA1 في قاعدة بيانات مختبر الدفع النفاث لأجرام النظام الشمسي الصغيرة

- الاكتشاف · مخطط المدار ·  العناصر المدارية · المعلمات المادية

- (5729) 1988 TA1 على موقع ويكي سكاي: DSS2, SDSS, GALEX, IRAS, Hydrogen α, X-Ray, Astrophoto, Sky Map, Articles and images